# Verlust der Mitte
Verlust der Mitte. Die bildende Kunst des 19. und 20. Jahrhunderts als Symptom und Symbol der Zeit ist ein 1948 zuerst erschienenes kulturphilosophisches Buch des Kunsthistorikers Hans Sedlmayr (1896–1984). Die darin geäußerte konservative Kulturkritik machte Sedlmayr in der Öffentlichkeit bekannt.

## Intention
Sedlmayr versucht, wie der Untertitel vermerkt (Die bildende Kunst des 19. und 20. Jahrhunderts als Symptom und Symbol der Zeit), strukturanalytisch die bildende Kunst als Zeichen der Zeit zu deuten und durch ihre Analyse die vorherrschenden geistes- und kulturgeschichtlichen sowie gesellschaftlichen Paradigmen zu erschließen.
Sedlmayr, wissenschaftlich in erster Linie mit Architektur beschäftigt (er hatte seine Dissertation über den Barockarchitekten Johann Bernhard Fischer von Erlach (1656–1723) verfasst), analysierte auch im Verlust der Mitte die vorherrschende Weltanschauung vorrangig durch die Betrachtung der Bewältigung von Bauaufgaben. Er stellte die Bauwerke und Architekten heraus, die dem modernistischen Zeitgeist am besten entsprachen.

## Inhalt
Das Werk ist in drei Abschnitte gegliedert, die jeweils in mehrere Kapitel unterteilt sind. 

### Erster Teil:Symptome
In diesem Teil wird ein grundlegender Wandel der Bauaufgaben in der Moderne behauptet, der sich zuerst um 1760 mit dem Aufkommen des englischen Gartens symptomatisch gezeigt habe. In den grundlegenden Jahren des Umbruchs vor der Französischen Revolution änderte sich das Bauen als Kunst radikal. Wurden früher Kirche und Palast-Schloss de facto als einzige architektonische Kunstwerke betrachtet, kamen der Baukunst gegen Ende des 18. Jahrhunderts neue führende Aufgaben zu, in chronologischer Folge waren dies der Landschaftsgarten, das architektonische Denkmal, Museum, Nutzbau und Wohnhaus, Theater, Ausstellung und das „Haus der Maschine“ (Garagen, Fabriken, Bahnhöfe, Flugzeughallen).
Sedlmayr beschreibt die Entwicklung seit Ende des 18. Jahrhunderts als einen Prozess der Autonomisierung gegenüber den traditionellen „führenden Aufgaben“, die nach Sedlmayr in der Gestaltung von Kirche und Palast-Schloss gelegen haben, und der Ausdifferenzierung der Kunst in einzelne „reine“ Kunstgattungen. Dies wird auch anhand der Entwicklung der modernen Malerei gezeigt. 
Francisco de Goya sei als Vorläufer der Moderne ein „Alleszermalmer“ der Malerei, ähnlich wie z. B. Immanuel Kant in der Philosophie. Obgleich als Hofmaler tätig, habe er durch seinen individuellen, subjektiven Zugang zur Malerei die „öffentliche Sphäre“ untergraben, indem er Träume und Wahnvorstellungen in den Mittelpunkt vieler Bilder gestellt habe. Neben Goya werden u. a. auch in der Kunst von Caspar David Friedrich, Honoré Daumier und Paul Cézanne Symptome der – nach Auffassung Sedlmayers – „krankhaften“ Entwicklung der modernen Gesellschaft analysiert. Sedlmayrs Interpretation zufolge erhebt Caspar David Friedrich die Verlassenheit des Menschen in der Natur zum Wesen des Menschen. In der Malerei Cézannes sei das „reine Sehen“ gereinigt von allen „vorgewussten“ intellektuellen und gefühlshaften Elementen.
Insgesamt malt er ein düsteres Bild des Umbruchs, in dem er die Unterordnung der verschiedenen Künste unter eine gemeinsame Idee, die des sakral gebundenen Gesamtkunstwerks, verloren sieht. Ein Stilchaos sei die Auswirkung der Französischen Revolution, die ein Ende der Stilgeschichte herbeigeführt habe.

### Zweiter Teil:Diagnose und Verlauf
Im zweiten Teil wird Sedlmayr hinsichtlich seiner Meinung zum Umbruch konkreter und kritisiert diesen diagnostisch als einen „Verlust der Mitte“, also den Verlust des rechten Maßes, der zurückgreifend auf Blaise Pascals Worte „Die Mitte verlassen, heißt die Menschlichkeit verlassen.“ gleichbedeutend mit dem „Verlust des Humanismus“ sei. Der moderne, „autonome“ Mensch habe allem gegenüber eine Störung. Er habe ein gestörtes Verhältnis zu Gott, da er in seiner Kunst nicht mehr ihm diene (Tempel, Kirche, Götterbild); zu sich selbst, da er sich mit Misstrauen, Angst und Verzweiflung betrachte; zu seinen Mitmenschen, da der Mensch in der Kunst auf das Niveau der übrigen sichtbaren Dinge herabgedrückt werde; und zur Natur, da er sich nicht mehr als Krone der Schöpfung über sie erhebt, sondern sich mit ihr solidarisch erklärt.

### Dritter Teil:Zur Prognose und Entscheidung
Im dritten Teil schließlich gibt Sedlmayr eine Prognose, in der er der Moderne die Chance einräumt, später als geschlossenes – insbesondere durch sein Chaos, seine Gottferne, seine Gesamtaufgaben der Kunst und seine neue Auffassung von Kunst geprägtes – Zeitalter betrachtet zu werden.

## Rezeption
Sedlmayrs Buch erzielte sehr hohe Auflagen und wurde in der medialen Öffentlichkeit und Fachwissenschaft diskutiert. Konservative Kreise schätzten seine Kritik an der Moderne und modernen Kunst und riefen dazu auf, sich auf alte Werte und Ausdrucksformen zu besinnen; progressive Leser, wie etwa Willi Baumeister oder Werner Haftmann, kritisierten Sedlmayr für seine negative Wertung des Umbruchs. Teilweise wurde auch – wie etwa von der Kunsthistorikerin Hilde Zaloscer oder dem Schriftsteller Rolf Schneider – auf Parallelen zum Konzept der Entarteten Kunst der Nationalsozialisten hingewiesen. Hans Aurenhammer verweist darauf, dass Sedlmayr schon 1930 NSDAP-Mitglied gewesen sei und 1939 in der Schrift Die Kugel als Gebäude, oder: Das Bodenlose „mit antisemitischer Verhöhnung der Moderne“ bereits „Kerngedanken“ von Verlust der Mitte (1948) „vorweggenommen“ habe. Diesen Befund belegt Daniela Bohde anhand beider Schriften. Sedlmayr wurde 1945 als NSDAP-Mitglied zwangsemeritiert, lehrte aber 1951–1964 als Ordinarius in München. Eine neuerliche Berufung nach Wien stieß 1962 wegen Sedlmayrs Aktivitäten am Wiener Institut vor 1945 auf so starken Widerstand, dass Sedlmayr absagte. Der These, dass Verlust der Mitte durch die nationalsozialistische Sicht der Entarteten Kunst geprägt sei oder diese rechtfertige, wurde allerdings von anderer Seite – beispielsweise vom damaligen CDU-Mitglied und Publizisten Alexander Gauland – vehement widersprochen.
Trotz der unzeitgemäßen Weltanschauung Sedlmayrs und seiner politischen Verstrickung zur NS-Zeit war das Interesse an ihm noch zwei Jahrzehnte nach seinem Tod ungebrochen oder ist sogar wieder aufgelebt. Für ernsthafte Kunsthistoriker führe insofern an ihm kein Weg vorbei. Von Horst Bredekamp wurde bemerkt, dass Sedlmayrs Analyse sich über Strecken fast nahtlos in die Gesellschaftstheorie Niklas Luhmanns (1927–1998) einfügen ließe. Allerdings wird die Ausdifferenzierung der Künste und der Zerfall einer religiös, politisch oder kulturell bestimmten „Mitte“ bei Luhmann nicht negativ bewertet. Vielmehr lasse Luhmanns „Hinweis, dass der Zerfall ‚genügend Möglichkeitsüberschüsse‘ birgt und zunächst unwahrscheinlich wirkende, neue Systembildungen erlaubt“ Sedlmayrs antimoderne Kunst- und Gesellschaftskritik ins Leere laufen.
Gegner und Befürworter können sich heute darauf einigen, dass die Veröffentlichung des Buches das allgemeine Interesse an der modernen Kunst wie kaum ein anderes Werk gefördert hat. Ein Befürworter der Thesen Sedlmayrs war Kardinal Joachim Meisner.
Thomas Kapielski persifliert Sedlmayer im Titel seiner Schrift Der Einzige und sein Offenbarungseid: Verlust der Mittel (1994).

## Werk
- Hans Sedlmayr: Verlust der Mitte. Die bildende Kunst des 19. und 20. Jahrhunderts als Symptom und Symbol der Zeit,  Otto Müller Verlag, Salzburg-Wien 1948. 11. unveränderte Auflage 1998, ISBN 3-7013-0537-4. Das Buch erschien auch bei Bertelsmann (1983) und als Taschenbuch in mind. 17 Auflagen bei Ullstein (ab 1955).